# Шпессарт (Рейнланд-Пфальц)
Шпессарт (нім. Spessart) — громада в Німеччині, розташована в землі Рейнланд-Пфальц. Входить до складу району Арвайлер. Складова частина об'єднання громад Брольталь.
Площа — 8,72 км2. Населення становить 809 ос. (станом на 31 грудня 2020).